# Glenurus peculiaris
Glenurus peculiaris är en insektsart som först beskrevs av Walker 1860.  Glenurus peculiaris ingår i släktet Glenurus och familjen myrlejonsländor. Inga underarter finns listade i Catalogue of Life.